# Banknoty euro

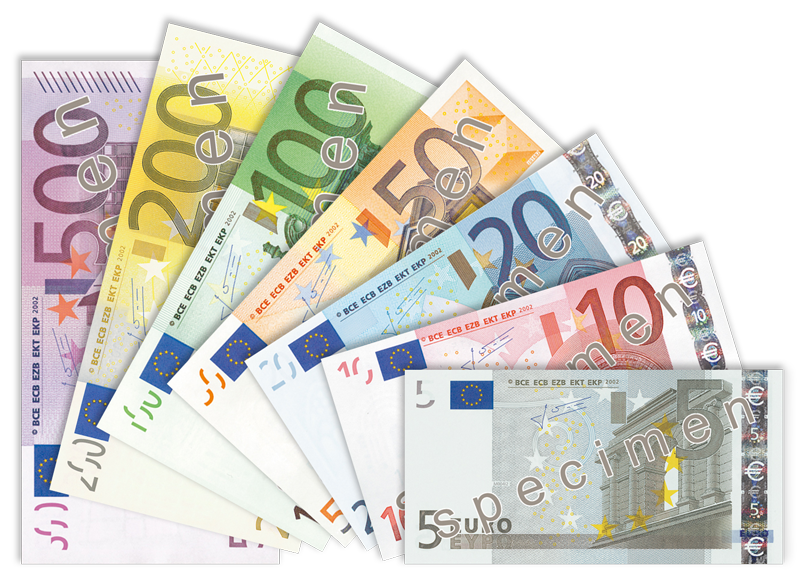
Banknoty euro, I seria (od 2002 r.)

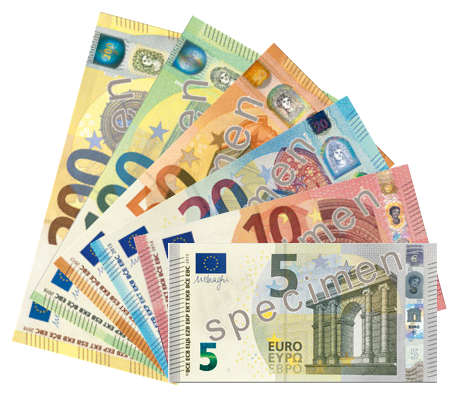
Banknoty euro z serii „Europa” (od 2013 r.)

Banknoty euro – banknoty międzynarodowej waluty euro obowiązującej w strefie euro. Są emitowane przez Europejski Bank Centralny, wszystkie noszą podpis prezesa tegoż banku. Najniższy nominał to 5 €, najwyższy 500 €. W odróżnieniu od monet tej waluty, wszystkie mają identyczny wygląd, choć są drukowane w różnych krajach członkowskich. W przypadku wejścia Polski do strefy euro banknoty euro mogłaby drukować Polska Wytwórnia Papierów Wartościowych, która od 2006 r. znajduje się wśród 15 akredytowanych przez Europejski Bank Centralny producentów.

## Szata graficzna
Banknoty euro przedstawiają charakterystyczne dla Europy motywy architektoniczne z różnych epok. Na awersie znajdują się okna lub bramy, na rewersie zaś mosty. Wszystkie zobrazowane obiekty są fikcyjne, gdyż wybór rzeczywistych mógłby być kontrowersyjny i być przedmiotem zazdrości pomiędzy narodami, jednak Robin Stam, niderlandzki architekt, w 2011 roku podjął decyzję o budowie mostów z banknotów. Znajdują się one w Spijkenisse w Holandii.
W pierwszej edycji na każdym nominale przedstawione są flaga Unii Europejskiej, pierwsze litery nazwy Europejskiego Banku Centralnego w pięciu wersjach językowych (BCE, ECB, EZB, ΕΚΤ, EKP), mapa Europy, podpis Prezesa Europejskiego Banku Centralnego oraz nazwa waluty zapisana zarówno w łacińskim (EURO), jak i greckim (ΕΥΡΩ) alfabecie.
W drugiej edycji (serii „Europa”) na każdym nominale przedstawiona jest również flaga Unii Europejskiej, pierwsze litery nazwy Europejskiego Banku Centralnego w dziesięciu wariantach językowych (dodano po polsku – EBC, po węgiersku – EKB, po bułgarsku – ЕЦБ, po maltańsku – BĊE, oraz po chorwacku – ESB), mapa Europy, podpis prezesa europejskiego banku centralnego, oraz nazwa waluty zapisano zarówno w alfabecie łacińskim (EURO), cyrylicy (ЕВРО), jak i w alfabecie greckim (ΕΥΡΩ). Skrót w języku chorwackim nie pojawia się na nominałach 5, 10 i 20 euro.
Szata graficzna banknotów została wybrana spośród 44 propozycji w konkursie ogłoszonym przez Radę Europejskiego Instytutu Monetarnego 12 lutego 1996, zwyciężył wzór autorstwa Roberta Kaliny z Österreichische Nationalbank.
Banknoty drukowane są na papierze z czystej bawełny, co korzystnie wpływa na ich trwałość i wygląd.

## Zmiany wzorów
Banknoty noszą podpis aktualnego prezesa EBC, w związku z czym banknoty wydrukowane do listopada 2003 są sygnowane przez Wima Duisenberga, zaś późniejsze przez Jeana-Claude’a Tricheta. Szerzej zakrojone zmiany EBC planuje wprowadzać co 7–8 lat.
Projekt drugi to aktualna seria banknotów. Ilustracja i kolorystyka pozostały niezmienione. Wprowadzone zostały nowe zabezpieczenia, dodano zapis nazwy waluty w cyrylicy (евро), oraz skróty nazwy EBC w trzech nowych wersjach: ЕЦБ (j. bułgarski), EBC (j. polski) i EKB (j. węgierski), do których w późniejszych latach dodano jeszcze dwie: BĊE (j. maltański) i ESB (j. chorwacki). Nowa seria została wprowadzana w styczniu 2013. Niemiecki Bundesbank 14 lutego 2013 zaprezentował nowy banknot pięcioeurowy, który został wprowadzony do obiegu 2 maja 2013 r. W październiku 2014 został wprowadzony do obiegu nowy banknot o nominale 10 €, w listopadzie 2015 – 20 €, w kwietniu 2017 – 50 €, oraz w maju 2019 – 100 € i 200 €.
EBC ogłosi wycofanie z obiegu pierwszej serii z odpowiednim wyprzedzeniem.

## Nominały

### Seria 2001 i 2002
| Obraz | Obraz  | Nominał | Wymiary (mm) | Motyw przewodni | Motyw przewodni | Motyw przewodni | Motyw przewodni | Pozycja kodu drukarni                       | Pozycja kodu drukarni |
| Awers | Rewers | Nominał | Wymiary (mm) | Kolor           | Kolor           | Styl            | Wiek            | Pozycja kodu drukarni                       | Pozycja kodu drukarni |
| --- | ------ | ------- | ------------ | --------------- | --------------- | --------------- | --------------- | ------------------------------------------- | --------------------- |
| |        | 5 €     | 120 × 62     |                 | szary           | klasyczny       | przed V         | lewa krawędź ilustracji                     |                       |
| |        | 10 €    | 127 × 67     |                 | czerwony        | romański        | XI-XII          | godzina 8 na zegarze z gwiazdek             |                       |
| |        | 20 €    | 133 × 72     |                 | niebieski       | gotyk           | XIII-XIV        | godzina 9 na zegarze z gwiazdek             |                       |
| |        | 50 €    | 140 × 77     |                 | pomarańczowy    | renesans        | XV-XVI          | prawa krawędź ilustracji                    |                       |
| |        | 100 €   | 147 × 82     |                 | zielony         | barok i rokoko  | XVII-XVIII      | na prawo od godziny 9 na zegarze z gwiazdek |                       |
| |        | 200 €   | 153 × 82     |                 | żółty           | secesja         | XIX-XX          | powyżej godziny 7 na zegarze z gwiazdek     |                       |
| |        | 500 €   | 160 × 82     |                 | fioletowy       | modernizm       | XX-XXI          | godzina 9 na zegarze z gwiazdek             |                       |
| - przedstawiono banknoty według specyfikacji z 2002 roku. - powyższe banknoty noszą podpis Wima Duisenberga, ówczesnego prezesa EBC, zastąpiony później przez podpis Jean-Claude Tricheta. |        |         |              |                 |                 |                 |                 |                                             |                       |

### Seria 2013 (Seria Europa)[9]
| Obraz                                                     | Obraz  | Nominał | Wymiary (mm) | Motyw przewodni | Motyw przewodni | Motyw przewodni | Motyw przewodni | Pozycja kodu drukarni       | Pozycja kodu drukarni |
| Awers                                                     | Rewers | Nominał | Wymiary (mm) | Kolor           | Kolor           | Styl            | Stulecia        | Pozycja kodu drukarni       | Pozycja kodu drukarni |
| --------------------------------------------------------- | ------ | ------- | ------------ | --------------- | --------------- | --------------- | --------------- | --------------------------- | --------------------- |
|                                                           |        | 5 €     | 120 × 62     |                 | szary           | klasyczny       | przed V         | u góry na lewo od hologramu |                       |
|                                                           |        | 10 €    | 127 × 67     |                 | czerwony        | romański        | XI-XII          | u góry na lewo od hologramu |                       |
|                                                           |        | 20 €    | 133 × 72     |                 | niebieski       | gotyk           | XIII-XIV        | u góry na lewo od hologramu |                       |
|                                                           |        | 50 €    | 140 × 77     |                 | pomarańczowy    | renesans        | XV-XVI          | u góry na lewo od hologramu |                       |
|                                                           |        | 100 €   | 147 × 77     |                 | zielony         | barok i rokoko  | XVII-XVIII      | u góry na lewo od hologramu |                       |
|                                                           |        | 200 €   | 153 × 77     |                 | brązowożółty    | secesja         | XIX-XX          | u góry na lewo od hologramu |                       |
| - przedstawiono banknoty według specyfikacji z 2013 roku. |        |         |              |                 |                 |                 |                 |                             |                       |

## Ułatwienia dla osób niewidzących i niedowidzących
Sekcja dotyczy banknotów z I. serii.
Projekt banknotów był konsultowany z organizacjami reprezentującymi osoby niewidzące i niedowidzące, co zaowocowało szeregiem usprawnień mających pomóc tym ludziom w identyfikacji banknotów.
- rozmiar banknotu wzrasta wraz z nominałem
- szata graficzna kolejnych nominałów jest utrzymywana naprzemiennie w chłodnej i ciepłej kolorystyce
- nadruk nominału jest wypukły i rozpoznawalny w dotyku dla osób o czułych palcach
- niższe nominały (5, 10 i 20) mają po prawej stronie awersu charakterystyczny, dobrze widoczny pas z hologramami, podczas gdy w pozostałych banknotach hologramy są zgromadzone w prostokątnym obszarze
- przy dolnej krawędzi awersu banknotów 200 € nadrukowane są pionowe linie
- przy prawej krawędzi awersu banknotów 500 € nadrukowane są skośne linie.

## Zabezpieczenia[10]
Niektóre zabezpieczenia banknotów euro zostały ujawnione, aby umożliwić zwykłym ludziom odróżnianie oryginalnych banknotów od falsyfikatów. Pozostałe zabezpieczenia są objęte ścisłą tajemnicą. Ich liczbę szacuje się na ponad 30.

### Hologram
Każdy banknot wyposażony jest w hologram przedstawiający jego nominał. Hologram znajduje się po prawej stronie awersu i przyjmuje formę paska (5 €, 10 € i 20 €) bądź prostokąta (pozostałe).

### Tusz o zmiennym kolorze
Prawy dolny róg rewersu nominałów 50 € i wyższych został nadrukowany tuszem, który zmienia kolor w zakresie od zielonego do fioletowego w zależności od kąta patrzenia.

### Zabezpieczenie przed kopiowaniem
Banknoty są oznakowane specjalnym wzorcem znanym jako konstelacja EURion. Niektóre starsze fotokopiarki są zaprogramowane, by odrzucać żądanie kopiowania obrazów zawierających ten wzorzec.
Ponadto w banknotach zawarty jest tzw. cyfrowy znak wodny. Nowsze wersje niektórych programów graficznych odmawiają przetwarzania obrazów zawierających ów znak.

### Reakcja na oświetlanie
Każdy banknot jest wyposażony w znak wodny widoczny pod światło gołym okiem. Pod wpływem światła ujawnia się też czarna magnetyczna nić biegnąca środkiem banknotu, na której zapisany jest nominał wraz ze słowem euro.
Oświetlane światłem podczerwonym, banknoty są pokryte obszarami o różnej jasności, zaś światłem ultrafioletowym ujawniają dodatkowe oznakowania, konstelacja EURiona zaś staje się lepiej widoczna.

### Wyczuwalne dotykiem
Skróty nazwy banku (BCE, ECB, EZB) są lekko wypukłe. Niektóre obszary banknotu mają wyróżniającą się fakturę.

### Kod kreskowy
Obok znaku wodnego znajduje się kod kreskowy. Można go zobaczyć patrząc na banknot pod światło. W kodzie zapisany jest nominał banknotu.

### Kod seryjny
Każdy banknot posiada swój niepowtarzalny numer seryjny. Gdy literę przed numerem zastąpić jej pozycją w alfabecie łacińskim (tj. A-1, B-2, C-3 itd.) dodać wszystkie kolejne cyfry numeru seryjnego (pomijając pierwszą literę), następnie otrzymaną sumę podzielić przez 9, uzyskany wynik powinien zostawić resztę równą 8.
Nigdy w obiegu nie znajdą się dwa banknoty euro z kolejnymi numerami seryjnymi, różnica między nimi wynosi 9.

na przykład:

S00630387745

S= 19

19+0+0+6+3+0+3+8+7+7+4+5= 62

62/9= 6, reszty 8

### Zabezpieczenia magnetyczne
Niektóre obszary banknotu (np. prawe okno kościelne na banknocie 20 €) są wydrukowane z użyciem tuszu o własnościach magnetycznych. Podobne właściwości ma też czarna nić biegnąca przez środek banknotu, widoczna pod wpływem światła.

## Nominały 1 € i 2 €
Włochy, Grecja, Austria i Słowacja sugerowały wprowadzenie niższych nominałów banknotów. EBC oświadczył, że banknoty są droższe w produkcji i mniej trwałe od monet, w związku z czym wprowadzanie ich dla tak niskich nominałów jest bezcelowe i 18 listopada 2004 EBC ostatecznie zadecydował o niewprowadzaniu ich do druku. 25 października 2005 ponad połowa deputowanych Parlamentu Europejskiego zaapelowała do Komisji Europejskiej i EBC o rozważenie wprowadzenia banknotów 1 € i 2 €.

## Kontrowersje wokół nominału 500 €
27 stycznia 2019 siedemnaście z dziewiętnastu krajowych banków centralnych w strefie euro przestało emitować banknoty o nominale 500 euro. Aby wycofywanie tego nominału przebiegło płynnie oraz ze względów logistycznych, dwa pozostałe banki – Deutsche Bundesbank i Oesterreichische Nationalbank – przeprowadzały emisję jeszcze do 26 kwietnia 2019 (włącznie).
Istniejące banknoty 500 euro pozostaną prawnym środkiem płatniczym, więc wciąż będzie można ich używać do płacenia i oszczędzania (w języku ekonomicznym – jako środka płatniczego i środka tezauryzacji). Banki, kantory wymiany walut i inne podmioty komercyjne będą mogły w dalszym ciągu wprowadzać je ponownie do obiegu.
Banknoty 500 euro – tak jak wszystkie inne nominały – nigdy nie stracą wartości nominalnej i zawsze będzie je można wymienić w jednym z krajowych banków centralnych ze strefy euro.
Według danych Brytyjskiej Agencji ds. Zwalczania Poważnej Przestępczości Zorganizowanej (SOCA) około 90% realizujących lub zainteresowanych w transakcjach z rozliczeniem w „pięćsetkach”, to ludzie podejrzani o związki lub udział w procederze o kryminalnych inklinacjach. Jak donosił w 2010 roku „The Mail”, 90 proc. „pięćsetek” będących w obiegu poza Unią, znajduje się wśród gangów narkotykowych Kolumbii. Jego wycofanie popiera prof. Rudolf Hickel (Uniwersytet w Bremie), który mówiąc o „pewnej naiwności” twórców waluty europejskiej zaświadcza: „Nie przewidziano, co może się stać z tymi fioletowo-różowymi banknotami”, Holenderska Partia Pracy PvdA, która wystosowała z tym prośbę do ministra finansów Jeroena Dijsselbloema i Bank of Italy dodatkowo wskazują na fakt, że banknoty o wysokich nominałach zostały już wcześniej wycofane przez Stany Zjednoczone i Kanadę (zobacz banknoty dolarów amerykańskich o wysokich nominałach). Za jego usunięciem opowiada się również Europejski Bank Centralny, w Parlamencie Europejskim wypowiadał się na ten temat jego wiceprezes Vitor Constancio. Szybką likwidację nominałów 500 € zaproponował z kolei analityk Merrill Lynch, Athanasios Vamvakidis.